# Sambizanga (film)
Pour plus de détails, voir Fiche technique et Distribution.
Sambizanga est un film angolais et français réalisé par Sarah Maldoror et sorti en 1972. C'est une adaptation du roman de José Luandino Vieira A Vida Verdadeira de Domingos Xavier. Le film est un drame politique qui se déroule en 1961, au début de la guerre d'indépendance de l'Angola. Le film a remporté plusieurs prix dans des festivals de cinéma internationaux.
Le film se passe en Angola en 1961. Domingos Xavier, un militant révolutionnaire angolais, est arrêté par la police secrète portugaise. Il est emmené à la prison de Sambizanga à Luanda. Il y subit des interrogatoires puis des tortures destinés à lui soutirer les noms de ses contacts indépendantistes. Le film se place du point de vue de Maria, la femme de Domingos. Elle part avec son bébé sur le dos à la recherche de son mari de prison en prison. Elle se débrouille seule. Elle crie sa rage. Elle ne faiblit pas. La mort de Domingos Xavier va provoquer l'attaque de la prison de Luanda le 4 février 1961, qui est la date officielle du début de la lutte armée contre l’occupant portugais. 

## Synopsis
Texte en insert en début de film : « C'est de Sambizanga, quartier populaire de Luanda, que partirent, à l'aube du 4 février 1961, les quelques militants qui devaient donner l'assaut aux prisons de la capitale. Ils donnaient en même temps le signal de la lutte armée pour l'indépendance nationale qui depuis lors embrase l'Angola. Mais des années avant ce jour, en dépit de la terreur policière, des milliers de combattants dans les villes et dans les campagnes, avaient patiemment frayé la voie de l'insurrection et organisé le réseau clandestin des mouvements politiques. 
Ainsi, au cœur d'un chantier perdu dans la brousse angolaise, un certain Domingos Xavier... »
Sur le chant Monangambé, des travailleurs en shorts en loques cassent de grosses pierres et les amènent dans des sceaux sur la tête, croisés par un tracteur de chantier menant au concasseur de Dondo. Un contremaître blanc, Monsieur Silvestre, vient voir le conducteur, Domingos, qui indique qu'un pneu est crevé. « Là où il va, je vais », dit Domingos au tractoriste de nuit, Timóteo, affirmant que ce Blanc est son ami.
Domingos se rend à son village, saluant tout le monde. Il y retrouve sa femme Maria et son bébé, joue un peu au ballon avec les enfants puis partage son repas. A la nuit, il va voir Timóteo dans un dortoir, lui présentant un tract anticolonialiste de Luanda à distribuer, qui appelle à renforcer l'organisation du mouvement contre les Portugais en formant des groupes clandestins. Il retourne ensuite voir Maria et leur bébé.
Au petit matin, Domingos est arrêté par des soldats noirs alors que deux hommes parviennent à s'enfuir. Les voisins se rassemblent pour consoler Maria. En montage alterné, Domingo est attaché dans la Land Rover conduite par un aspirant blanc et se démène en criant, tandis que deux femmes, pipe à la bouche, calment Maria et que d'autres amènent de la nourriture. Une voisine conseille à Maria d'aller voir l'administration avec son bébé Bastião et de le faire crier pour savoir où se trouve Domingos.
Un jeune jouant aux billes, Zito, voit que Domingos est transféré dans une maison de son musseque et va prévenir son Pépé qu'il accompagne à l'administration puis au débarcadère pour le dire à Mano Chico, lequel remercie Zito en lui donnant des bonbons, regrettant qu'il ne puisse aller à l'école.
Maria se met en route sur la chanson de deuil d'une femme évoquant la route et l'amour en une longue scène de marche. Chico cherche Miguel et apprend qu'il a le bras cassé. La belle Bebiana l'accompagne chez Pépé Vicente dans une cabane de pêcheur et lui reproche en chemin de danser avec une autre, mais Chico affirme n'aimer qu'elle. Arrivé devant Miguel, il dit qu'il va épouser Bebiana qui le gifle et s'en va. « Vous prenez les femmes pour des chiffons, bien fait pour vous ! », lance le vieux Vicente. Miguel décide d'aller voir Mussunda.
Maria arrive à l'administration où le secrétaire mulâtre lui dit que son mari est un brigand et la renvoie chez elle. Elle tombe en larmes et est conduite au dehors, traitant le soldat qui la connaît de « cipaye de merde ». Celui-ci lui indique quand même que Domingos a été transporté à Luanda et la conduit au bus en lui conseillant de s'y adresser à la police politique.
Elle se rend chez Mame Tété et sa famille qui l'accueille. Un des enfants l'accompagne au poste au matin où un secrétaire blanc lui conseille d'aller au poste du centre-ville où sont les prisonniers politiques. Les hommes du PIDE l'éconduisent sans discuter. En parallèle, différents plans montrent Domingos en prison. Miguel se rend à Luanda.
Le tailleur Mussunda discute avec son ami Maneco, affirmant que le riche est l'ennemi du pauvre. Son ami Miguel arrive mais il faudrait savoir le nom du prisonnier. Mussunda l'envoie au chef du groupe et l'invite à une fête samedi soir, où jouera le Ngola.
Domingos est interrogé par la PIDE qui argue que sa femme l'attend à l'extérieur et qu'il pourrait rentrer chez eux, mais il refuse de répondre. Il est dénoncé par un indicateur qui affirme que Domingos et Sousinha connaissent un Blanc. Un membre blanc de la PIDE agresse Domingos, le traite de sale nègre et s'acharne sur lui jusqu'à ce qu'il perde connaissance.
Rentré de Luanda, Miguel va voir la mère de Sousinha, voisine de Maria qui avait fait fuir les deux hommes lors de l'arrestation de Domingos, et notamment son fils, disparu depuis. Elle lui indique que c'est Domingos Xavier qui avait été arrêté. Il lui répond qu'il ne le connaît pas mais ajoute : « Notre vie va mal, vraiment, mais un jour tout ira bien et vous reverrez votre fils Sousinha ».
Dans sa cellule, Domingos reçoit un message signé de Timóteo sur un morceau de papier qu'il avale aussitôt, annoncé en voix-off : « Sois courageux, camarade. Ne dis rien. Ils ne savent rien. » De son côté, Maria arrive à voir l'autre poste, mais Domingos ne figure pas sur la liste et on lui dit que ceux du chantier sont au poste dont elle arrive, avant de l'éconduire.
Domingos est mené par deux cipayes depuis sa cellule à l'interrogatoire : les prisonniers lui souhaitent tous courage au passage. Le Blanc s'acharne à nouveau sur lui. Une seule question : « Qui est ce Blanc qui travaille avec vous ? »
Zito voit Maria entrer dans la prison et prévient le vieux Pépé. Domingos est jeté inanimé dans une cellule collective où on lui ferme les yeux : « On dirait qu'il dort ». Timóteo dit : « C'était notre ami, notre camarade, celui qui s'en va avec la nuit » et les prisonniers chantent à plusieurs reprises « Il est mort. Qu'il ne soit pas oublié » tandis que la caméra mouvante capte leurs visages éplorés. Le chant est repris par la voix de femme qui accompagnait la marche de Maria tandis que l'on voit nombre de femmes devant la prison. Maria en sort dévastée, tenant son bébé dans les bras, tout de suite assistée par les femmes ainsi que Pépételo et Zito.
A la fête du samedi soir, Mussunda et Miguel dansent tandis que dans un lieu à part Maria pleure son deuil en compagnie des femmes et qu'à côté des hommes jouent aux cartes. Chico accueille Pépételo et Zito à la fête. Mussunda apprend la mort de Domingos et se met à pleurer. Il interrompt ensuite le groupe de musique et s'adresse aux « compatriotes angolais » pour annoncer la mort de Domingos et souligner qu'il s'est comporté en nationaliste, ne disant rien du Mouvement. Il conclut : « Ne pleurons plus sa mort. Domingos Xavier commence aujourd'hui sa vraie vie », et invite à continuer à danser.
Mussunda et Miguel rendent visite à Timóteo sur le chantier pour lui confier la charge de chef de groupe du Mouvement et lui annoncent qu'il vont lancer une action pour libérer les prisonniers du Tarrafal le 4 février.

## Fiche technique
- Titre : Sambizanga
- Réalisation : Sarah Maldoror
- Scénario : Sarah Maldoror (script) ; Claude Agostini et Maurice Pons (scénario, dialogues) ; Mário Pinto de Andrade (dialogues additionnels), d'après le roman de Luandino Vieira A Vida Verdadeira de Domingos Xavier
- Photographie : Claude Agostini
- Montage : Georges Klotz
- Studio de production : Isabelle Films
- Distribution : New Yorker Films (États-Unis, tous supports, 1973), Animatógrafo (Portugal, sortie en salles, 1974)
- Pays :  Angola,  France
- Durée : 95 minutes
- Langue : portugais, kimbundu, lingala
- Format : 35 mm, couleur
- Son : mono
- 1972, date de sortie France : 26 avril 1973 au cinéma Studio de la Harpe, Paris
- Édition DVD version originale sous-titrée en français après restauration 4K : 2022, René Chateau Vidéo

## Distribution
- Domingos de Oliveira : Domingos Xavier
- Elisa Andrade : Maria
- Jean M'Vondo : Petelo
- Adelino Nelumba : Zito
- Benoît Moutsila : Chico
- Tala Ngongo : Miguel
- Lopes Rodrigues : Mussunda
- Henriette Meya : Bebiana
- Manuel Videira : l'agent du PIDE, chef de brigade
- Jacques Poitrenaud, le tortionnaire
- Ensemble vocal Les Ombres
- et la voix d'Ana Wilson
- avec les militants congolais et angolais de Brazzaville

## Production
Le scénario se base sur le roman A Vida Verdadeira de Domingos Xavier de José Luandino Vieira, écrivain angolais blanc né au Portugal engagé dans la lutte anti-coloniale. Il est emprisonné pendant 11 ans pour son engagement. Sarah Maldoror est très proche du Mouvement populaire de libération de l'Angola (MPLA). Son compagnon Mário Pinto de Andrade, est l'un des principaux chefs du MPLA. Il participe à l'écriture du scénario. Le film est tourné au Congo.
Le tournage dure sept semaines à la périphérie de Brazzaville. Le montage est réalisé à Paris et prend dix semaines.
Sont remerciés au générique : 
- Le gouvernement de la République populaire du Congo
- L'Agence de coopération culturelle et technique
- Le Mouvement populaire de libération de l'Angola

Le CNC a accordé une avance sur recettes de 380 000 francs français, pour un budget global de l'ordre de 100 000 US$.
En dehors de Jacques Poitrenaud en tortionnaire sadique, tous les acteurs du film sont des non-professionnels. Domingos Xavier est interprété par un tractoriste rencontré par hasard sur un chantier, et Maria par une sociologue militante capverdienne vivant à Alger et qui avait déjà joué dans Monangambée. La plupart des autres sont des militants angolais ou congolais, certains jouant leur propre rôle de guérillero emprisonné et torturé. La part laissée à l’improvisation fut donc assez grande.
Les acteurs sont tous non professionnels, parlent dans leur propre langue : lingala, kimbundu, portugais, etc.  « Je me suis résolue à cet expédient, indique Sarah Maldoror, en me disant que de toute façon, vu les publics auxquels ce film serait destiné, la chose n’aurait aucune importance. En fait, ce ‘’babélisme’’ ne pourrait gêner que des Portugais et des Angolais. Or, ils ne verront pas mon film avant longtemps, hélas… ». Le film est diffusé en Angola, après l'indépendance en 1974.
Le film reste invisible pendant de nombreuses années. Il est restauré en 2021 avec l'aide de la famille de Sarah Maldoror. Cette restauration fait partie de l’African Film Heritage Project, une initiative créée par The Film Foundation’s World Cinema Project, la FEPACI et l’UNESCO.

## Analyse
Selon Mbye Cham, Sambizanga « reste à ce jour le portrait le plus imaginatif et émouvant de la phase initiale de la lutte de libération angolaise ». Sarah Maldoror y restaure le rôle des femmes dans la lutte, ce que le roman de José Luandino Vieira met peu en avant.
Sambizanga est en effet un film qui questionne la place des femmes dans la lutte anti-coloniale. Maria est tenue à distance. Domingos ne lui dit rien de ses activités politiques. Quand il est arrêté, elle s'engage à son tour. « Cela pourrait être l'histoire de n'importe quelle femme qui part pour retrouver son mari, dit la réalisatrice. En 1961, la conscience politique des gens n'était pas encore mûre. (...) Dans le village où vit Maria, les gens n'ont aucune idée de ce que signifie "indépendance". Les Portugais empêchent toute information et un débat sur le sujet est impossible. (...) Mon souci principal était de rendre les Européens, qui ne savent pas grand chose de l'Afrique, conscients de  cette guerre oubliée en Angola, au Mozambique et en Guinée-Bissau. »
Joseph Ki-Zerbo évoque à propos de Sambizanga la quête désespérée de la mère dans Le Vent des Aurès. Josef Gugler indique que Vieira raconte l'histoire d'une soldat inconnu de la guerre de libération tandis que Maldoror présente la ballade d'un soldat inconnu et de sa femme. Il met effectivement l'accent sur les différences entre le roman et le film, lequel en suit la trame mais la ramène de cinq à quatre jours. Venant dix ans après l'écriture du livre, le film se situe dans la lutte alors que le livre insiste davantage sur la situation qui justifie la rébellion. Il modifie le personnage de Domingos : dans le roman, il refuse simplement de trahir Sousinha et Silvestre alors que dans le film Domingos est un militant qui dirige un groupe du Mouvement et en distribue les tracts de Luanda fournis par Silvestre. De même, dans le livre Maria se décourage au point d'abandonner par deux fois sa recherche tandis que dans le film, elle ne lâche rien. Les plans sobres et tranquilles du couple avec leur bébé contrastent avec l'accélération des plans et la multiplication des angles durant l'arrestation. Les flots tumultueux de la rivière au début et à la fin du film évoquent la puissance du mouvement de résistance. Les scènes de torture de Domingos sont plus insistantes dans le film que dans le livre, faisant de Domingo un martyr. Et le montage alterné entre lui et Maria renforce la tension dramatique, ce qui n'empêche pas le film d'affirmer une continuité chronologique.
Comme il est indiqué dans l’insert du prologue, l’action du film se déroule juste avant le début de la lutte ouverte contre l’occupation portugaise en 1961. Maria ignore les activités de Domingos, lequel est un héros parmi les militants anonymes. La perspective révolutionnaire entraîne un certain didactisme : Domingos lit le tract à un camarade, le tailleur Mussunda tient des propos politiques lorsqu’il reçoit des étudiants et lors du discours final. L’organisation du Mouvement est visible dans les degrés de hiérarchie (Pepetelo / Miguel / Mussunda et le supérieur auquel il fait référence pour trouver le nom du militant emprisonné). En outre, le PIDE cherche avant tout le Blanc, Silvestre, qui a poussé Domingos à s’engager dans la lutte pour l’indépendance.
Le film est clairement politique et militant mais sans en faire un spectacle, se démarquant du schématisme attendu à l’époque, ce qui ne manqua pas de lui être reproché. « Les mitraillettes, dit la réalisatrice, sont partout les mêmes. Ce qu’il faut montrer, c’est pourquoi et comment les gens en arrivent à lutter ». Maria prend lentement conscience : elle représente le peuple angolais en marche, ce qui fait dire à Maldoror : « Dans ‘’Sambizanga’’, j’ai surtout voulu exprimer… le temps que l’on met à marcher ».
Le film inclut de nombreux éléments anecdotiques de la vie quotidienne, renforçant le réalisme et l'ancrage culturel. La caméra cadre volontiers les visages de près, passant de l'un à l'autre, affirmant la solidarité du groupe. Le film préfigure ainsi la tendance du romanesque qui s'affirmera dans les années 80 dans les cinémas d'Afrique. Face au reproche de trop mettre l'accent sur l'itinéraire personnel de Maria au détriment de la lutte de libération, « c'est justement cette accentuation romanesque qui frappe les consciences ».  
Cette accentuation permet à Sarah Maldoror de rendre compte de la vie dans les villages et de la solidarité des humbles face à la domination coloniale. « La politique émerge de la réalité même ». Maria s’émancipe en ne voulant plus être tenue à l’écart des activités de son mari. Elle n’est pas contactée par le Mouvement. Le film est ainsi construit en deux récits juxtaposés : le martyr de Domingos et la marche de Maria. Ce qui en ressort reste cependant l’unité profonde du peuple et le sens de son combat. Les nombreuses digressions dans le récit permettent de comprendre comment fonctionne le mouvement clandestin. En faisant le choix de l’émotion, de la sensibilité, des gestes, des palabres et de la théâtralité des attitudes, en cadrant les visages au sein de larges mouvements de caméra, en alternant dans le montage des plans longs et des plans courts, introduisant à chaque reprise un léger décalage, Maldoror cherche un balancement rythmique et une poétique proprement africains. L’isolement du personnage dans le paysage est souvent accompagné d’un mouvement panoramique de la caméra créant une ouverture, une vision unanimiste dans le même plan. La musique apporte de même une touche lyrique durant le voyage de Maria. La corrélation entre l’intrigue et la description de l’environnement installe un rapport dialectique entre l’individu et la société tandis que la fragmentation du récit permet des touches d’humour, de violence contenue, de sentimentalité. Les digressions (la leçon de pêche à Zito, la dispute des fiancés, les femmes qui lavent leur linge, etc.) puisent leur pertinence dans l’oralité revendiquée et imprègnent le spectateur. Quant aux déplacements qui ponctuent tout le film, ils ancrent la marche inexorable de l’Histoire, l’avancée de la Révolution.

## Distinctions
Le film remporte plusieurs prix dans des festivals de cinéma internationaux. En 1972, il remporte le Tanit d'or aux Journées cinématographiques de Carthage, ex aequo avec le film Al-makhdu'un. En 1973, en compétition au Festival international du film de Berlin, pendant le Forum du nouveau cinéma, le film remporte deux prix : le prix "Interfilm - recommandation" et le prix "OCIC - recommandation".